# Dave McMillan
David "Dave" MacMillan (Nueva York, 24 de diciembre de 1886 - Minnesota, 9 de julio de 1963) fue un entrenador de baloncesto y béisbol estadounidense que dirigió durante una temporada a los Tri-Cities Blackhawks de la NBA, y que ejerció como entrenador principal en las universidades de Idaho y de Minnesota de la NCAA.

## Trayectoria deportiva

### Jugador
MacMillan, de ascendencia escocesa e irlandesa, y criado en Nueva York, jugó a baloncesto en el Oberlin College, y presuntamente jugó en los New York Celtics, aunque no aparece en las plantillas de ningún año del histórico equipo, eso no quiere decir que pudiera haber jugado un partido o dos.

### Entrenador
En 1920 se convirtió en el entrenador de la Universidad de Idaho, donde permaneció durante 7 temporadas, en las que consiguió 94 victorias y 36 derrotas. En dicha universidad, también dirigió al equipo de béisbol y al equipo freshman de fútbol americano.
En 1927 se hace cargo del banquillo de la Universidad de Minnesota, a la que dirigiría durante 19 temporadas en dos periodos, entre 1927 y 1942, y posteriormente entre 1945 y 1948, renunciando por motivos de salud. En total dirigió 352 partidos, consiguiendo 196 victorias y 156 derrotas. Fue además entrenador del equipo de béisbol durante 6 temporadas, consiguiendo 66 victorias y 36 derrotas.
En 1950, ya con 64 años, reemplazó en el banquillo de los Tri-Cities Blackhawks de la NBA a Red Auerbach, que había firmado por los Boston Celtics. Permaneció en el puesto durante 23 partidos, en los que logró 9 victorias, siendo reemplazado por John Logan.

## Estadísticas de su carrera en la NBA

### Temporada regular
| Equipo                | Temp.   | P  | V | D  | %V-D | Finalizó    | PP | VP | DP | %V-DP | Resultado   |
| --------------------- | ------- | -- | - | -- | ---- | ----------- | -- | -- | -- | ----- | ----------- |
| Tri-Cities Blackhawks | 1950-51 | 23 | 9 | 14 | .391 | 5º en Oeste | —  | —  | —  | —     | No Playoffs |
| Total                 |         | 23 | 9 | 14 | .391 |             |    |    |    |       |             |